# Championnat de Nouvelle-Zélande de football 1979
Navigation
Saison précédente Saison suivante
La saison 1979 du Championnat de Nouvelle-Zélande de football est la 10e édition du championnat de première division en Nouvelle-Zélande. La NSL (National Soccer League) regroupe douze clubs du pays au sein d'une poule unique, où ils s'affrontent deux fois au cours de la saison, à domicile et à l'extérieur. À la fin de la compétition, les trois derniers du classement sont relégués et remplacés par le champion de chacune des trois ligues régionales.
C'est le club de Mount Wellington AFC qui remporte la compétition après avoir terminé en tête du classement final, avec... quatorze points d'avance sur le tenant du titre, Christchurch United AFC et seize sur le duo North Shore United AFC-Manurewa AFC. C'est le 3e titre de champion de Nouvelle-Zélande de l'histoire du club, qui a réalisé un parcours presque parfait avec vingt victoires pour seulement deux revers.

## Les clubs participants
| - Blockhouse Bay - Christchurch United AFC - Eastern Suburbs AFC - Stop Out - North Shore United AFC - Dunedin City - Promu de D2 | - Manawatu United - Promu de D2 - Courier Rangers - Mount Wellington AFC - Wellington Diamond United - Manurewa AFC - Promu de D2 - Nelson United AFC |

## Compétition

### Classement
Le barème utilisé pour établir le classement est le suivant :
- Victoire : 2 points
- Match nul : 1 point
- Défaite : 0 point

| Rang | Équipe                      | Pts | J  | G  | N | P  | Bp | Bc | Diff |
| ---- | --------------------------- | --- | -- | -- | - | -- | -- | -- | ---- |
| 1    | Mount Wellington AFC        | 40  | 22 | 20 | 0 | 2  | 68 | 17 | +51  |
| 2    | Christchurch United AFC (T) | 26  | 22 | 10 | 6 | 6  | 47 | 30 | +17  |
| 3    | North Shore United AFC (C)  | 24  | 22 | 10 | 4 | 8  | 37 | 29 | +8   |
| 4    | Manurewa AFC (P)            | 24  | 22 | 9  | 6 | 7  | 33 | 28 | +5   |
| 5    | Dunedin City (P)            | 24  | 22 | 10 | 4 | 8  | 39 | 44 | -5   |
| 6    | Nelson United               | 22  | 22 | 9  | 4 | 9  | 36 | 30 | +6   |
| 7    | Wellington Diamond United   | 21  | 22 | 7  | 7 | 8  | 23 | 34 | -11  |
| 8    | Blockhouse Bay              | 18  | 22 | 6  | 6 | 10 | 31 | 41 | -10  |
| 9    | Stop Out                    | 17  | 22 | 5  | 7 | 10 | 27 | 35 | -8   |
| 10   | Manawatu United (P)         | 17  | 22 | 6  | 5 | 11 | 22 | 33 | -11  |
| 11   | Courier Rangers             | 16  | 22 | 4  | 8 | 10 | 26 | 48 | -22  |
| 12   | Eastern Suburbs AFC         | 15  | 22 | 4  | 7 | 11 | 27 | 47 | -20  |

|  | Champion de Nouvelle-Zélande 1979                                                       |
|  | Relégation directe en deuxième division                                                 |
|  | (T) : Tenant du titre (C) : Vainqueur de la Coupe de Nouvelle-Zélande (P) : Promu de D2 |

## Bilan de la saison
| Championnat de Nouvelle-Zélande de football 1979                             |                                 |
| Champion                                                                     | Mount Wellington AFC (3e titre) |
| Coupes et trophées                                                           |                                 |
| Vainqueur de la Coupe de Nouvelle-Zélande 1979                               | North Shore United AFC          |
| Promotions et relégations                                                    |                                 |
| Promus en Championnat de Nouvelle-Zélande de football                        | Hamilton United AFC             |
| Promus en Championnat de Nouvelle-Zélande de football                        | Gisborne City AFC               |
| Promus en Championnat de Nouvelle-Zélande de football                        | Rangers AFC                     |
| Relégués en Championnat de Nouvelle-Zélande de football de deuxième division | Manawatu United                 |
| Relégués en Championnat de Nouvelle-Zélande de football de deuxième division | Courier Rangers                 |
| Relégués en Championnat de Nouvelle-Zélande de football de deuxième division | Eastern Suburbs AFC             |